# Haworthia aristata
Haworthia aristata és una espècie del gènere Haworthia de la subfamília de les asfodelòidies.

## Descripció
Haworthia aristata és una petita suculenta que forma rosetes sense tija, de fulles de color verd fosc a verd blavós i poc translúcides, amb marges i quilla finament espinats o senceres. Hi ha un dèbil patró de malla a la superfície de la fulla. Les rosetes creixen fins a 8 cm de diàmetre, prolifera formant fillols de forma lenta per formar grups. La inflorescència és pobre i pot arribar a fer fins a 15 cm i consta de 10 a 15 flors blanques amb venes marrons clares i apareixen a tiges simples, laxes, de fins a 50 cm de llarg a l'hivern.

## Distribució
Haworthia aristata és comuna a la província de sud-africana del Cap Oriental, concretament, des de Port Elizabeth fins a Kommadagga.

## Taxonomia
Haworthia aristata va ser descrita per Adrian Hardy Haworth i publicat a Supplementum Plantarum Succulentarum 51, a l'any 1819.
Etimologia
Haworthia: nom en honor del botànic britànic Adrian Hardy Haworth (1767-1833).
aristata: epítet llatí que significa "semblant a una aresta".
Sinonímia
- Haworthia denticulata Haw.
- Aloe denticulata (Haw.) Schult. & Schult.f.
- Catevala denticulata (Haw.) Kuntze
- Haworthia setata var. subinermis Poelln.
- Haworthia lapis Breuer & M.Hayashi
- Haworthia rava M.Hayashi
- Haworthia lapis var. rava (M.Hayashi) Breuer
- Haworthia rava M.Hayashi[5]